# Jean-Pierre Favard
Œuvres principales
- Sex, drugs & Rock'n'Dole
- Alchimistes
- La nuit de la Vouivre
- Les démons du shérif McKenzie

Jean-Pierre Favard est un écrivain français né le 21 mars 1970 à Clamecy. Il est l'auteur de romans et de nouvelles essentiellement fantastiques où, très souvent, des éléments historiques et ésotériques viennent nourrir une intrigue proche du thriller,,.
Il est directeur de la collection LoKhaLe (éditions La Clef d'Argent) depuis 2015.

## Biographie
Né dans la Nièvre où il a placé l'intrigue de ses premiers récits, Jean-Pierre Favard vit désormais dans le Jura. Parmi les auteurs qui l'inspirent, il cite Paul Auster, Bret Easton Ellis, Stephen King, Umberto Eco, Philippe Djian, Irvine Welsh, Chuck Palahniuk, Michel Houellebecq, Franz Bartelt, John King et Philippe Jaenada.

### Romans
- La commission des 25, Nykta, 2003  (ISBN 9782910879594) : réédition Encre Bleue (version gros caractères), 2006  (ISBN 9782843793677)
- Le coffret d'Essarois, Le Panier d'Orties, 2006  (ISBN 9782916226064)
- La montagne noire, Le Panier d'Orties, 2007  (ISBN 9782916226125)
- La seconde mort de Camille Millien, Le Panier d'Orties, 2009  (ISBN 9782916226262)
- Sex, drugs & Rock'n'Dole[8], La Clef d'Argent, coll. FiKhThOn no 3, 2010  (ISBN 9782908254853)  (ISSN 2100-4161)
- L'Asch Mezareph, Lokomodo, 2013  (ISBN 9782359001594)[9]
- Le fantôme du mur, La Clef d'Argent, coll. LoKhaLe no 1, 2015, postface de Philippe Curval  (ISBN 9791090662247)  (ISSN 2428-0542)
- L'Ombre Noire, La Clef d'Argent, coll. LoKhaLe no 4, 2016, postface de Hélène Bouchard  (ISBN 9791090662339)  (ISSN 2428-0542)
- La nuit de la Vouivre, La Clef d'Argent, 2017  (ISBN 979-10-90662-42-1)
- À l'heure où je succombe, Séma éditions, collection Séma'lsain, 2018  (ISBN 978-2-930880-44-0)
- Alchimistes, Séma éditions, collection Séma'phore, 2019  (ISBN 978-2-930880-83-9)
- ManiaK is BacK, La Clef d'Argent, coll. LoKhaLe no 8, 2019  (ISBN 979-10-90662-55-1)
- La Sentinelle, éditions Ogmios, coll. Lueurs Obscures, 2021  (ISBN 978-2-490352-33-3)
- Les Démons du shérif McKenzie, éditions Le Héron d'Argent, 2021  (ISBN 979-10-94173-51-0)
- J'ai vu la bête... (...elle est énorme !), La Clef d'Argent, 2025  (ISBN 979-10-90662-75-9)

### Recueils
- Belle est la bête[10], La Clef d'Argent, coll. KholekTh no 16, 2012  (ISBN 9791090662032)  (ISSN 1962-6142)
- Le Destin des morts[11], Lokomodo, 2012  (ISBN 9782359000986)[12]
- Pandemonium Follies, La Clef d'Argent, coll. KholekTh no 26, 2014  (ISBN 9791090662209)  (ISSN 1962-6142)

### Beaux Livres
- Légendes de l'Empire du Milieu, Le Héron d'Argent, illustrations de Stephanie Pui-Mun Law, 2024  (ISBN 978-2-38618-003-3)

### Nouvelles parues en revues, anthologies et recueils
- « L'Homme canon », 3e prix concours de nouvelles de la ville de Talant (21), 2001. Tirage sous forme de plaquette, 550 exemplaires (épuisé).
- « Le Truc », Nouvelles du futur : le pire est à venir, anthologie sous la direction de Yannick Chatelain, Mélanie Holland et Claire Jacquet, L’Harmattan, 2006  (ISBN 9782296014145) et recueil Pandemonium Follies, La Clef d'Argent, coll. KholekTh no 26, 2014  (ISBN 9791090662209)  (ISSN 1962-6142)
- « Mélange de genres », Fil rouge, anthologie collective, Saint-Martin, 2009.  (ISBN 9782296014145)
- « Mauvaises vibrations », Freaks Corp. no 1, octobre 2009[13] et recueil Le Destin des morts[11], Lokomodo, 2012  (ISBN 9782359000986)
- « Ghost'n'roll baby », recueil Le Destin des morts[11], Lokomodo, 2012  (ISBN 9782359000986)
- « Le Facteur sauce rottweiler », sous le pseudonyme de Zal, Freaks Corp. no 1, octobre 2009[13]
- « Ces styles musicaux dont vous n’entendrez jamais parler », sous le pseudonyme de Zal, Freaks Corp. no 2, janvier 2010[13]
- « Tests médicaux : scandale chez Vindicte & Nergic ! », sous le pseudonyme de Zal, Freaks Corp. no 3, avril 2010[13]
- « La Collection Prescott », Codex Atlanticus vol.19, anthologie sous la direction de Philippe Gindre, La Clef d'Argent, juin 2010  (ISBN 9782908254815)  (ISSN 1145-6892)
- « Incident de parcours », Freaks Corp. no 4, juillet 2010[13] illustré par Nemo Sandman[14].
- « Lettre ouverte à Jason Voorhees », sous le pseudonyme de Zal, Freaks Corp. no 6, février 2011[13]
- « La Cousine maudite », Codex Atlanticus vol.20, anthologie sous la direction de Philippe Gindre, La Clef d'Argent, juin 2011  (ISBN 9782908254877)  (ISSN 1145-6892)
- « Saint-Valentin », Alibis no 41, janvier 2012  (ISSN 1499-2620) et recueil Belle est la bête[10], La Clef d'Argent, coll. KholekTh no 16, 2012  (ISBN 9791090662032)  (ISSN 1962-6142)
- « Camping sauvage », Ténèbres (Dreampress, mai 2013,  (ISBN 978-2-84958-013-4) et recueil Pandemonium Follies, La Clef d'Argent, coll. KholekTh no 26, 2014  (ISBN 9791090662209)  (ISSN 1962-6142)
- « La Bête », « Miasme », « Monseigneur », « Les Chiens », « La Vénus décapitée », « La Comète de Harley », « Chroniques terriennes », « Retour(s) d'expédition(s) », « Le Fils de la femme à barbe », recueil Belle est la bête[10], La Clef d'Argent, coll. KholekTh no 16, 2012  (ISBN 9791090662032)  (ISSN 1962-6142)[15]
- « L’Écuyer », « Welcome to Punkland », « Un cadavre sur les bras », « Witch Inc. », « Désolation », « Le Petit livre noir », « 11 août 1999 », « Mal barré (au jour du jugement dernier ) », recueil Pandemonium Follies, La Clef d'Argent, coll. KholekTh no 26, 2014  (ISBN 9791090662209)  (ISSN 1962-6142)
- « Insomniaque », anthologie Nouvelles peaux, hommage à Edgar Allan Poe (mai 2014), éditions Luciférines
- « Retour(s) d’expédition(s) », version numérique, éditions L’Ivre-Book  (ISBN 978-2-36892-122-7), 2015.
- « L’Appât », nouvelle publiée dans l’anthologie La cour des miracles, éditions le Grimoire, collection Mille Saisons, 2015.
- « Le Train des ouvriers », dans l’anthologie d’imaginaire ferroviaire Chemins de fer et de mort (dir. Philippe Gontier), éditions La Clef d’Argent,  (ISBN 979-10-90662-27-8), 2016.
- « L'Ermite de Saint-Bonnot », dans la revue de l'Association du Livre et des Auteurs Comtois (ALAC), Les lettres Comtoises, numéro 11, sur le thème « Des humains et des bêtes », 2017.
- « New York, New York », nouvelle publiée dans l'anthologie Dimension New York 2, sous la direction de Philippe Ward, éditions Rivière Blanche  (ISBN 978-1-61227-641-0), 2017.
- « Creuser les morts », nouvelle publiée dans l'anthologie Ténèbres 2017, sous la direction de Benoît Domis, éditions Dreampress  (ISBN 978-2-84958-021-9), 2017.
- « Le Convoi », nouvelle publiée dans l'anthologie Dimension Western, sous la direction de Manuel Essard, éditions Rivière Blanche  (ISBN 978-1-61227-700-4), 2017.
- « Un Avion sans ailes », nouvelle publiée dans l'anthologie Dimension Aéropostale, sous la direction de Manuel Essard, éditions Rivière Blanche  (ISBN 978-1-61227-785-1), 2018.
- « Sens caché », nouvelle publiée dans l'ouvrage collectif Cueilleurs d'éclats. Livre d'art mêlant sculpture (YaNn Perrier), photographie et littérature (Éditions Souffle Court -  (ISBN 979-10-95642-08-4)), 2018.
- « Comme on se rend en pèlerinage », nouvelle publiée dans l'ouvrage collectif Dans tous ses états, anthologie officielle du salon Fantasy en Beaujolais 2018, éditions L’Ivre-Book, 2018   (ISBN 978-23-68926-35-2).
- « L'Urgence des grands affamés », nouvelle publiée dans la revue Punkulture no 7, 2020  (ISBN 978-2-9548636-7-2).
- « Une Belle plante », nouvelle publiée dans l'anthologie Étranges Floraisons, sous la direction de Philippe Gontier, Patrick Mallet et Jean-Pierre Favard, éditions La Clef d'Argent, 2020  (ISBN 979-10-90662-27-8).
- « Le Cimetière des innocentes », nouvelle publiée dans l'anthologie Strange Crazy Tales of Pulpe, sous la direction de Southeast Jones, éditions Les Artistes Fous Associés, AFA'S special collection #1, 2020  (ISBN 978-2-36826-021-0).
- « À la casserole », nouvelle publiée dans l'anthologie Cuisine fantastique et alimentation de fiction (collection « Questions alimentaires et gastronomiques »), sous la direction de Kilien Stengel et Serge Sonneville, 2021, éditions L'Harmattan  (ISBN 978-2-343-21941-7).
- « Et la vie continue », nouvelle publiée dans la revue Lettres Comtoises, revue de l'Association du Livre et des Auteurs Comtois (ALAC), no 15, décembre 2020  (ISSN 1620-2635).
- « À l'intérieur », nouvelle publiée dans l'anthologie Malpertuis XII, sous la direction de Thomas Bauduret, éditions Malpertuis, 2021  (ISBN 978-2-917-035-58-0).
- « Ghost'n'Roll, Baby ! », novella publiée aux éditions Livr'S (Belgique), 2023  (ISBN 978-2-37910-115-1).
- « La Bataille de Walnut Grove », nouvelle publiée dans l'anthologie Nouvelles de l'Ouest, Aube, éditions Livr'S (Belgique), 2023  (ISBN 978-2-37910-128-1).
- « Le soir, nous nous racontions des histoires », nouvelle publiée dans l'anthologie Histoires bestiales, saison 1, The Bookmark Publisher, 2024  (ISBN 978-2-9591254-0-9).
- « Et la voix du King », nouvelle publiée dans l'anthologie Nouvelles sonorités, éditions Livr'S (Belgique), 2025  (ISBN 978-2-37910-178-6).